# Grzegorz Walczak
Grzegorz Leszek Walczak (ur. 5 lutego 1941 w Puławach) – polski poeta, prozaik, dramaturg, satyryk, autor słuchowisk radiowych i tekstów piosenek, językoznawca, niegdyś wykładowca. Członek Stowarzyszenia Autorów ZAiKS, Związku Polskich Autorów i Kompozytorów (ZAKR), Stowarzyszenia Kultury Europejskiej S.E.C., Stowarzyszenia Twórców/Producentów Utworów Medialnych STOTUM i Sekcji Dramatopisarzy Międzynarodowego Instytutu Teatralnego ITI. Laureat wielu ogólnopolskich i międzynarodowych konkursów literackich .

## Życiorys
Grzegorz Walczak urodził się 5 lutego 1941 roku w Puławach, w rodzinie Tadeusza Walczaka i Leonii z Judyckich. Jego ojciec w 1942 roku zginął w obozie koncentracyjnym w Auschwitz-Birkenau. Po maturze, w latach 1958–1960, Walczak uczył się w Studium Nauczycielskim w Warszawie, potem dostał się na studia na Wydziale Polonistyki Uniwersytetu Warszawskiego. Podczas studiów współpracował z Kabaretem Stodoła, razem z Krzysztofem Dzikowskim współtworzył także Kabaret Literacki UW (pod nazwą Kabaret z jamnikiem, którą później zmieniono na Jamnik pies cynicki). W tę działalność zaangażowani byli też Jan Tadeusz Stanisławski, Bogusław Choiński i Jan Gałkowski. W latach 1963–1966 należał do grupy literackiej „Ultradźwięki”. W 1963 roku na łamach czasopisma „Językoznawca” opublikował swój premierowy artykuł naukowy pod tytułem Składniowa interpretacja stylizacji biblijnej w „Anhellim” Juliusza Słowackiego .
W latach 1964–1970 był sekretarzem Witolda Doroszewskiego. Po ukończeniu nauki w 1965 został asystentem w Instytucie Języka Polskiego w swojej alma mater. W tym samym roku ożenił się z Zofią Brewińską, w 1968 roku w małżeństwie urodziła się córka Agnieszka. W latach 1966–1973 należał do Forum Poetów Hybrydy. W trakcie pracy na UW tworzył teksty dla Telewizji Polskiej, m.in. dla Telewizyjnej Giełdy Piosenki. Jako autor utworów rozrywkowych (np. Bajdy wuja Grzegorza) współpracował z Polskim Radiem – głównie z radiową Trójką, ale także z Programem I PR, Programem II PR i Radiem Bis) .
W 1975 roku pod kierunkiem Jana Tokarskiego obronił doktorat z działu syntaktyki Struktury zespolenia polskich zdań złożonych i objął stanowisko adiunkta. W latach 1976–1983 był członkiem Związku Literatów Polskich.
W maju 1981 roku został oddelegowały do Belgradu, gdzie do 1985 roku pracował jako lektor języka polskiego na wydziale slawistyki tamtejszego uniwersytetu. Po powrocie do kraju prowadził badania naukowe w Instytucie Języka Polskiego UW i Centrum Języka Polskiego i Kultury Polskiej dla Cudzoziemców „Polonicum”. W 1986 roku wraz z Danutą Bartol prowadził teleturniej językowy ABC emitowany w TVP2. W 1989 roku wstąpił do Stowarzyszenia Pisarzy Polskich. W 1991 roku porzucił pracę naukową ze względu na zdrowie i założył wydawnictwo Meta. W latach 1995–1997 współpracował z miesięcznikiem „Teatr” jako recenzent teatralny . 
W latach 1999–2001 był kierownikiem literackim Teatru Rampa na Targówku . Współpracował także z Teatrem Witkacego w Zakopanem. W latach 2003–2010 tworzył autorskie programy satyryczne z udziałem Wojciecha Siemiona oraz inne przedstawienia kabaretowe, m.in. w Giełdzie Satyry Politycznej (od 2008) wraz z Jackiem Fedorowiczem, Markiem Majewskim, Wojciechem Dąbrowskim i Tomaszem Szwedem), a także w prowadzonym przez siebie od 2010 roku i w występującym w tym samym składzie Kabarecie Autorów Pod Dobrą Datą oraz w programach poetycko-muzycznych we współpracy z Marią Pomianowską (od 2009) .

## Wybrane nagrody[1]
Za piosenki ze swoimi tekstami Walczak zdobył wiele nagród na Krajowym Festiwalu Piosenki Polskiej w Opolu, a także na Międzynarodowym Festiwalu Piosenki w Sopocie i Piosenki Żołnierskiej w Kołobrzegu, gdzie wraz z Renatą Gleinert, nagrodzony został za tekst piosenki Wrzosy Złotym Pierścieniem, Nagrodą Publiczności i Nagrodą Ministra Obrony Narodowej). Był trzykrotnie nagradzany w radiowych konkursach piosenki dla dzieci za teksty piosenek: Zielony Słoń, czyli Turum, burum, Bo my się lubimy bać i Pójdźmy dzieci . 
- 1959: I nagroda w konkursie Ogólnopolskiego Festiwalu Piosenki Studenckiej na tekst piosenki Pastylki[5]
- 1961: II nagroda w konkursie pisania tekstów dla Kabaretu „Stodoła”
- Lata 70. XX w.: Nagroda w konkursie Przedsiębiorstwa Imprez Artystycznych „Impart”, za sztukę satyryczną „Diogenes i kmiecie”
- Lata 70. XX w.: Nagroda zdobyta w Turnieju Wiersza „Hybrydy”
- Nagrody zdobyte w trzech konkursach Polskiego Radia na radiową piosenkę dla dzieci
- 1972: I nagroda za sztukę teatralną „Kaktus”, zdobyta w konkursie „Sceny”
- 1984: I nagroda za słuchowisko „Kaktus”, zdobyta w jugosłowiańskim konkursie Radia Belgrad
- 1986: I nagroda za słuchowisko „Kaktus”, zdobyta w Ogólnopolskim Przeglądzie Słuchowisk
- 1988: Nagroda za sztukę teatralną „Apage Satanas”, wyróżnioną w konkursie Teatru Ateneum
- 1994: III nagroda w kategorii wierszy, zdobyta w Ogólnopolskim Konkursie Literackim im. Kraszewskiego
- 1996–1997: I nagroda w ogólnopolskim konkursie prozatorskim Wiadomości Kulturalnych za opowiadanie „Suchotniki”
- 2007–2009: Nagrody w konkursach Stowarzyszenia ZAKR na teksty piosenek dla dzieci.
- 2013: Wyróżnienie publikacją w Konkursie na Wiersze Gniewne (Seria Poetycka Radio Łódź)
- 2015 (15 listopada): Nagroda im. Witolda Hulewicza za sztukę teatralną „Obłoczni, czyli Sen Chopina”
- 2016: Brązowy Medal „Zasłużony Kulturze Gloria Artis”[5]
- 2020: w Serbii zdobył Nagrodę Międzynarodowego Festiwalu „Pro Poet”[5]

## Twórczość[1]
Pierwsze monologi, skecze i teksty piosenek Walczak zaczął pisać jeszcze na studiach. W 1962 roku, na łamach „Almanachu Młodych 1960/1961” ukazały się drukiem jego pierwsze utwory poetyckie – Płacz godzin i Śladami żywych. W sezonie teatralnym 1964–1965 zadebiutował jako dramatopisarz utworem Obrona Mrożka w reżyserii Janusza Bukowskiego, a w 1967 roku – jako prozaik utworami Powiastki zasłyszane i Mały piegowaty chłopiec, które ukazały się w „Almanachu Młodych” – Koła Młodych Twórców Staromiejskiego Domu Kultury w Warszawie. Pisał także piosenki dla dzieci, które wielokrotnie były nagradzane i emitowane w Radiowym Studio Piosenki pod redakcją Agnieszki Osieckiej i Wojciecha Młynarskiego. W latach 1968–1989 teksty literackie Walczaka publikowane były na łamach „Czasu Kultury”, „Kultury”, „Miesięcznika Literackiego”, „Nowego Wyrazu”, „Okolic”, „Poezji” .
Podczas pobytu w Jugosławii publikował w lokalnych czasopismach literackich: „Jedinstvo”, „Jež”, „Književna Reč”, „Književne Novine”, „Koraci”, „Nedjeljni Glas”, „Oko”, „Osvit”, „Pobjeda”, „Savremennik”, „Venac”. W tym też okresie jego dramaty, słuchowiska, cykle poetyckie z jego tekstami tłumaczonymi na lokalne języki emitowano w rozgłośniach radiowych w Belgradzie, Zagrzebiu, Lublanie i Skopje. Po powrocie z Jugosławii zajął się tłumaczeniami na język polski. Pierwsze przekłady (wiersze dla dzieci Radomira Mićunovića) ukazały się drukiem w 1986 roku na łamach „Płomyczka”. Były to: Biała wrona, Bosonoga stonoga, Łysy jeż i Zając. Tłumaczył też wiersze poetów serbskich, chorwackich i czeskich, przekłady ukazywały się w „Szpilkach” i „Piśmie Literacko-Artystycznym” .
Po zakończeniu pracy naukowej swoje wiersze, prozę, recenzje i artykuły publikował na łamach: „Akcentu”, „Latarni Morskiej”, „Literatury”, „Metafory”, „Podglądach”, „Poezji dzisiaj”, „Res Humana”, „Sycyny”, „Szpilek”, „Tece Puławskiej”, „Twórczości”, „Tyglu Kultury”, „Wiadomościach Literackich”, „Twórczości”. Oprócz periodyków polskich jego twórczość publikowały czasopisma bułgarskie „Znaci” i „Zrnov” oraz w dalszym ciągu czasopisma serbskie – „Književnik”, „Mostovi”, „Putevi kulture”, „Savremenik” .
Tomiki wierszy
- „Witraże” (LSW, 1972)
- „Lamenti za majkom” (Osvit – Karlovac, Jugosławia, 1988)
- „Autoportret z przeszłości” (Iskry, 1989)
- „A kiedy zastuka anioł” (IBiS, 1995)
- „Roznamięty” (IBiS, 2004)
- „Sopel słońca” (MDK Przasnysz, 2007)
- „Elegie i inne wiersze” (Bulgarska Knijnitza – Sofia, 2013)
- „Anioły i dusioły” (Miniatura – Kraków, 2016)
- „Hellada zastygła w mit” (IBiS – Warszawa, 2018)

Powieści
- „Pamiętnik małżeński” (Czytelnik, 1974; Meta, 1992 oraz wydanie w języku serbsko-chorwackim pt. „Dnevnik suprużnika”) (Delta – Press, Belgrad, 1982)
- „Oaza” (Czytelnik, 1980; Rytm, 1997; Program II PR 1998 – słuchowisko, emitowane w dwudziestu czterech odcinkach)
- „Nim zaśnie Ziemia” (Bellona, 1998, 1999)
- „Anioł ze Starego Miasta” (Bellona 1998, 1999)
- „Nie dzwońcie do mnie – umarłem” – seria słuchowisk emitowanych w Polskim Radiu (Wydawnictwo Adam Marszałek, 2011)

Książki dla dzieci
- „Wiatrodmuch” (KAW, 1982)
- „Wesołe abecadło” (Meta, 1992; Oficyna Wydawnicza GMP, Poznań, 1996 i Oficyna Wyd. Rytm, 1997)
- „Ćwiczenia z języka polskiego dla klas III” (Rytm, 1997)
- „Dziadulinek” (Aude, 2005)

Sztuki teatralne
- Libretto do rock-opery (pierwsza tego typu forma w Polsce) zespołu Niebiesko-Czarni pt. „Naga”, którego premiera miała miejsce 22 kwietnia 1973 roku w Teatrze Muzycznym w Gdyni i utrwalonej na dwupłytowym albumie Naga[7]
- „Sowy” – wystawiono w Lublinie (1974) i Elblągu (1980)
- „Kaktus” – wystawiono w Starej Prochowni w Warszawie (sezon 1990/1991), w Studio Teatralne Dwójki (TVP 2, 1994) i w TVP Polonia, 1995)
- „Jak smutno żyć, jak śmiesznie żyć” – spektakl muzyczny z muzyką Piotra Rubika w wykonaniu Emiliana Kamińskiego (TVP2, 1996)
- „Przemknę chyłkiem, przeminę” – Wrocławski Teatr Pantomimy, Teatr Żydowski w Warszawie (sezon 1999/2000)
- „Zabłąkani Trzej Królowie” – Teatr Rampa (2001)
- „Big Popiel – mysia opera” – Teatr Rampa (2002)
- „Kusiciel” – Dom Kultury 13 Muz (Szczecin, 2002)
- „Komandor dzisiaj nie przyjdzie” (Szczecin, 2003)
- „Dusioł” – Wrocławski Teatr Pantomimy (2006), Teatr Wielki w Warszawie
- Autor tekstów piosenek i współautor adaptacji scenicznej w Teatrze im. Stanisława Ignacego Witkiewicza w Zakopanem (2003), i w Teatrze TVP (TVP2, 2006)
- „Obłoczni, czyli Sen Chopina” – Teatr Praga (2010) – w tym współreżyseria
- „Saksofon” (na motywach prozy W. Myśliwskiego) – premiera na Festiwalu Wspólnych Kultur (Nałęczów (2012) – adaptacja i współreżyseria)

Słuchowiska emitowane w Teatrze Polskiego Radia
- 1968 albo 1969: „Most” (pierwotna krótka wersja „Kaktusa”)
- Lata 70. XX w.: „Baśń o dobrych duchach”
- 1984: „Szczur”
- 1985: „Kaktus”
- 1986 albo 1987: „Apage Satanas”
- 1988: „Sowy”
- 1989: „Kraina Suszu”
- ?: „Taniec z Dusiołem”
- ?: „Usychanie”
- ?: „Apostoł niewiary”
- 1992: „Pamiętnik małżeński” (powieść w odcinkach)
- 1993: „Treny mojej Matce” (wersja łódzka, krótsza)
- 1994: „Nie dzwońcie do mnie – umarłem”
- 1994: „W drodze do Słowa”
- 1994: „Barłożenie”
- 1998: „Oaza”
- 2001: „Obroża”
- 2005: „Drzazga”
- 2010: „Treny mojej matce” (nowa wersja, z muz. Marii Pomianowskiej)
- 2012: „Obłoczni, czyli Sen Chopina”

Wybrane teksty piosenek
- „A gdy leci głaz ” (muz. Andrzej Zygierewicz) – wyk. Rodzina Pastora vel Grupa Dominika
- „A może by...” (muz. Romuald Frey, Jerzy Kaczmarek) – wyk. Transport Band
- „Ballada o drwalu” (muz. T. Rostkowski – współautorstwo tekstu: Piotr Janczerski)
- „Ballada o potoku” (muz. Zbigniew Łapiński) – wyk. Anna Szałapak[8]
- „Blednie noc” (muz. Jerzy Krzemiński – współautor tekstu: Aleksander Kawecki) – wyk. No to Co
- „Błękitnie mi z tobą” (muz. Andrzej Zieliński) – wyk. Skaldowie
- „Bo my się lubimy bać” (muz. Krystyna Kwiatkowska) – wyk. Radiowe Nutki
- „Ciemności złote, ciemności srebrne” (muz. Janusz Koman) – wyk. Krystyna Prońko, Koman Band
- „Czekałam na ciebie tysiąc lat” (muz. Janusz Popławski) – wyk. Niebiesko-Czarni
- „Dam ja tobie” (muz. Edward Spyrka) – wyk. Andrzej Dąbrowski
- „Dimi” (muz. Jerzy Krzemiński – współautor tekstu: Aleksander Kawecki)
- „Dobrzy ludzie” (muz. Zbigniew Podgajny)
- „Dreszcz” (muz. Mirosław Czyżykiewicz) – wyk. Mirek i Magdalena Czyżykiewicz[9]
- „Dzień w sennym parku” (muz. Marian Napieralski)
- „Dziewczyny marzą o miłości” (muz. Janusz Koman)
- „Dzwonki leśne” (muz. Tomasz Rostkowski – współautor tekstu: Piotr Janczerski)
- „Galernicy stuleci” (muz. Mateusz Święcicki) – muz. Niebiesko-Czarni
- „Gałąź wiśni” (muz. Ryszard Poznakowski) – wyk. Jerzy Grunwald & En Face
- „Gdy kłos dojrzewa” (muz. Janusz Kruk) – wyk. 2 plus 1
- „Kto ma dla niej złote róże” (muz. Jacek Lech) – wyk. Jacek Lech
- „Labiryntu mrok” (muz. Wojciech Korda) – wyk. Niebiesko-Czarni
- „Ludzie morza” (muz. Renata Gleinert) – wyk. Krystyna Giżowska
- „Łagodny erotyk” (muz. Jerzy Mamcarz) – wyk. Jerzy Mamcarz
- „Miłość jak wiersz” (muz. Jerzy Krzemiński – współautor tekstu: Piotr Janczerski)
- „Może wrócisz w tamte strony” (muz. Andrzej Zygierewicz) – wyk. Stenia Kozłowska
- „Na pagórkach ciszy” (muz. Wojciech Korda) – wyk. Niebiesko-Czarni
- „Na radosne gody” (muz. Andrzej Zieliński) – wyk. Irena Jarocka
- „Nad potokiem baby piorą” (muz. Janusz Popławski) – wyk. Niebiesko-Czarni
- „Nadzieja” (muz. Andrzej Zieliński) – wyk. Irena Jarocka
- „Naga” (muz. Wojciech Korda) – wyk. Niebiesko-Czarni
- „Narodził się nam nowy Bóg” (muz. Zbigniew Podgajny, Wojciech Korda) – wyk. Niebiesko-Czarni
- „Nasza prywatna wyspa” (muz. Krystyna Prońko, Piotr Prońko) – wyk. Krystyna Prońko, Prońko Band[10]
- „Niech wam życie płynie wesoło” (muz. Jerzy Górzyński, Andrzej Tenard – współautor tekstu: Piotr Janczerski)
- „Nieśmiały adorator” (muz. Zygmunt Karasiński) – wyk. Janusz Hryniewicz, Wiślanie 69[2][11]
- „Nieznany ląd” (muz. Zbigniew Podgajny) – wyk. Niebiesko-Czarni
- „Niezwykła noc” (muz. Dominik Kuta) – wyk. Bractwo Kurkowe 1791
- „Nous deux” (muz. Matusz Święcicki – współautor tekstu Henri Seroka – wyk. Henri Seroka
- „O nagiej prawdzie słuchaj pieśni” (muz. Janusz Popławski) – wyk. Niebiesko-Czarni
- „Ogród pełen róż” (muz. Zbigniew Namysłowski) – wyk. Stan Borys, Niebiesko-Czarni
- „Okno w chmurach” (muz. Zbigniew Nowak) – wyk. Bractwo Kurkowe 1791
- „Opowieść o nieodkrytej wyspie” (muz. Andrzej Zieliński) – wyk. Niebiesko-Czarni
- „Opowiesz nam mały boy” (muz. Wojciech Korda) – wyk. Niebiesko-Czarni
- „Pachnie chlebem” (muz. Andrzej Zieliński) – wyk. Skaldowie
- „Parowóz Stevensona” (muz. Jerzy Krzemiński) – wyk. Grupa T
- „Pójdźmy dzieci” (muz. Edward Pałłasz) – wyk. Zygmunt Kęstowicz
- „Pieśń zegarów” (muz. Zbigniew Podgajny) – wyk. Niebiesko-Czarni
- „Polskie dzwony” (muz. Ryszard Godyń) – wyk. Bractwo Kurkowe 1791
- „Schylony wiatr zobaczysz” (muz. Tadeusz Woźniak) – wyk. Tadeusz Woźniak[12]
- „Słońce w chmurach łazi” vel „Słońce w chmurach” (muz. Józef Sikorski) – wyk. Alibabki
- „Song przeciwieństw” (muz. Zbigniew Podgajny) – wyk. Niebiesko-Czarni
- „Spójrz, spójrz” (muz. Katarzyna Gärtner) – wyk. Krystyna Prońko, Koman Band
- „Spotkamy się któregoś dnia” (muz. Katarzyna Gärtner) – wyk. Partita
- „Spotkamy się w Płocku” (muz. Katarzyna Gärtner) – wyk. Waldemar Kocoń
- „Studzienny krajobraz” (muz. Jerzy Krzemiński) – wyk. No To Co
- „Ślepcy” (muz. Zbigniew Podgajny) – wyk. Niebiesko-Czarni
- „Świątki ze smutku” (muz. Janusz Hryniewicz) – wyk. Bractwo Kurkowe 1791
- „Tak przemijamy z wiatrem” (muz. Halina Żytkowiak) – wyk. Trubadurzy
- „Tańcz wolna wyspo” (muz. Janusz Popławski) – wyk. Niebiesko-Czarni
- „To już jak baśń” (muz. Katarzyna Gärtner) – wyk. R. Trzebska-Rucińska, Zespół Estradowy POW Czarne Berety
- „Turum-burum” (muz. Andrzej Górecki) – wyk. Reprezentacyjny Zespół ZHP Gawęda
- „Tylko szkic” (muz. Jerzy Mamcarz) – wyk. Jerzy Mamcarz
- „Umarłe krajobrazy” (muz. Janusz Koman) – wyk. Krystyna Prońko, Koman Band
- „W pełnym słońcu” (muz. Janusz Kruk, Andrzej Dąbrowski) – wyk. Andrzej Dąbrowski
- „We wrzosach” (muz. Renata Gleinert) – wyk. Dana Lerska
- „Widziałem go” (muz. Zbigniew Podgajny) – wyk. Niebiesko-Czarni
- „Wieczorem jesteśmy piękniejsi” (muz. Andrzej Zygierewicz) – wyk. Stenia Kozłowska
- „Wiejski koncert” (muz. Aleksander Kawecki) – wyk. No To Co
- „Witaj rzeko” (muz. Mateusz Święcicki) – wyk. Alibabki
- „Wrzosy” (muz. Renata Gleinert) – wyk. Maria Warzyńska
- „Wymyśliłem ciebie” (muz. H. Fogat, właśc. spółka autorska: Artur Żalski i Marek Sewen) – wyk. Daniel Kłosek
- „Wyspa ślepych ptaków” (muz. Janusz Popławski) – wyk. Niebiesko-Czarni
- „Wyspa umarłych okrętów” (muz. Wojciech Korda) – wyk. Niebiesko-Czarni
- „Zgubiłem swoją duszę” (muz. Zbigniew Podgajny) – wyk. Niebiesko-Czarni
- „Ziemi puls” (muz. Janusz Koman) – wyk. Niebiesko-Czarni
- „Żal mi ptaków” (muz. Renata Gleinert) – wyk. Niebiesko-Czarni